# Pedro Antônio Marchetti Fedalto

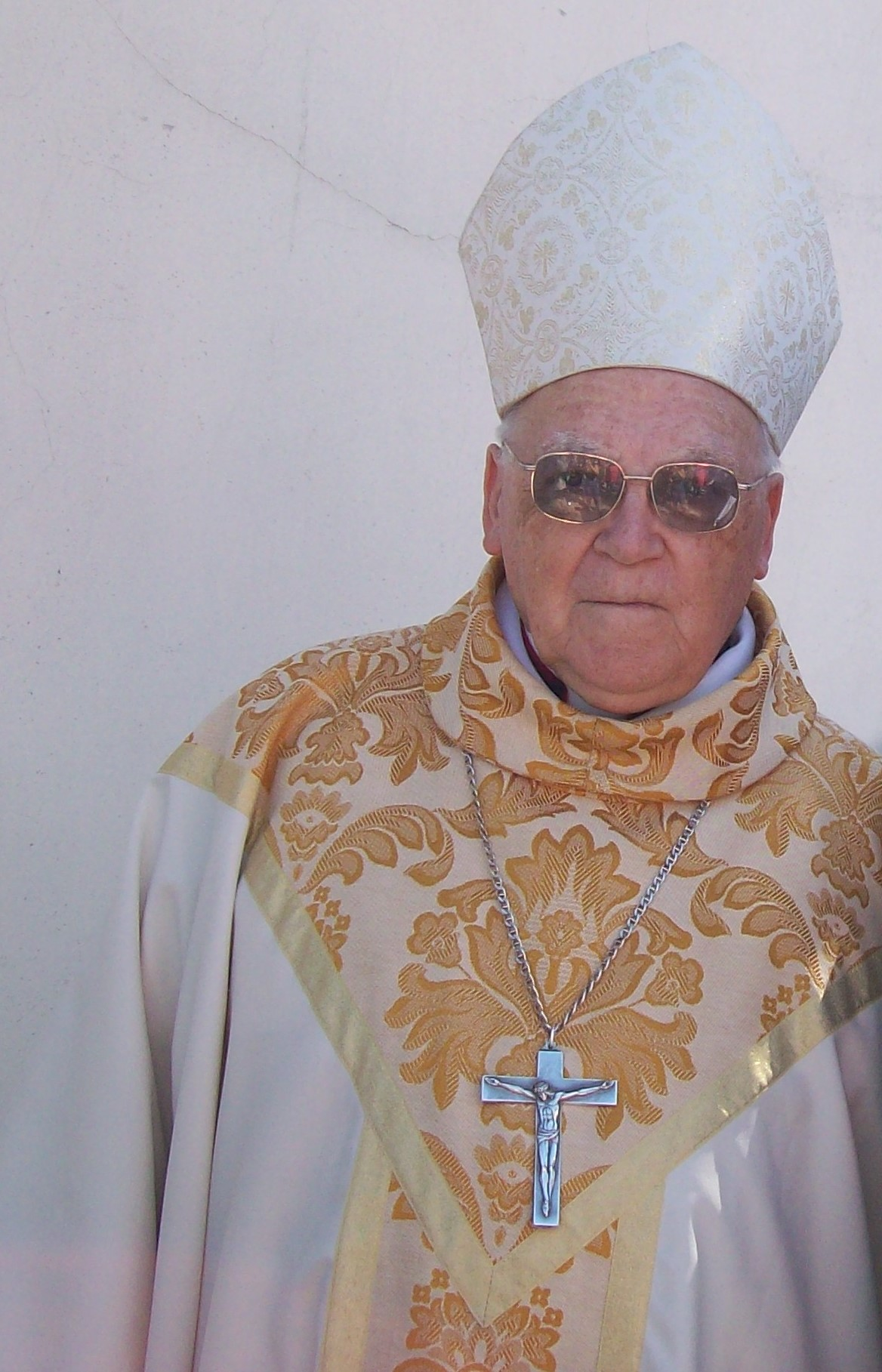
Erzbischof Pedro Antônio Marchetti Fedalto (2010)

Pedro Antônio Marchetti Fedalto (* 11. August 1926 in Rondinha) ist ein brasilianischer Geistlicher und römisch-katholischer Alterzbischof von Curitiba.

## Leben

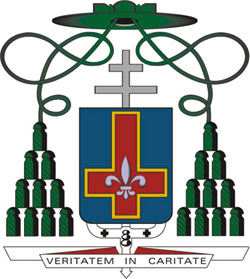
Erzbischofswappen

Pedro Antônio Marchetti Fedalto studierte von 1940 bis 1946 am Priesterseminar von Curitiba und empfing am 6. Dezember 1953 die Priesterweihe. Vier seiner Brüder wurden in ihrem Leben ebenfalls Priester. 1957 wurde er Spiritual eines neugegründeten Seminars in Curitiba und im selben Jahr dessen Kanzler. 1960 war er an der Vorbereitung des VII. nationalen Eucharistischen Kongresses in Curitiba beteiligt.
Papst Paul VI. ernannte ihn am 30. Mai 1966 zum Weihbischof in Curitiba und Titularbischof von Castellum Tatroportus. Der Apostolische Nuntius in Brasilien, Erzbischof Sebastiano Baggio, spendete ihm am 28. August desselben Jahres die Bischofsweihe; Mitkonsekratoren waren Manuel da Silveira d’Elboux, Erzbischof von Curitiba, und Jerônimo Mazzarotto, Weihbischof in Curitiba. 1969 teilte ihm Nuntius Baggio mit, dass er zum Bischof von Palmas ernannt werden solle, zu dieser Ernennung kam es jedoch nie. Zu einem Konflikt zwischen Fedalto und Erzbischof Manuel da Silveira d’Elboux kam es, da Baggios Nachfolger Umberto Mozzoni behauptet hatte, Fedalto habe um die Ernennung zum Bischof von Palmas gebeten.
Am 28. Dezember 1970 wurde er zum Erzbischof von Curitiba ernannt und wurde am 28. Februar des nächsten Jahres in das Amt eingeführt. Pedro Fedalto empfing am 5. Juni 1980 in Curitiba Papst Johannes Paul II. bei dessen Auslandsreise nach Brasilien. Seit 1978 ließ er zum 100-jährigen Bestehen der Diözese eine Synode in Curitiba vorbereiten, die schließlich 1994 stattfand.
Am 19. Mai 2004 nahm Papst Johannes Paul II. sein altersbedingtes Rücktrittsgesuch an. Fedalto blieb auch nach seiner Emeritierung aktiv im kirchlichen Dienst. Er lebt im Seminário São José in Curitiba.